# And Then We Kiss
Pistes de B in the Mix: The Remixes
I'm a Slave 4 U (Dave Audé Slave Driver Mix) Everytime (Valentin Remix)
And Then We Kiss est une chanson de la chanteuse américaine Britney Spears. Elle a été écrite par Spears, Michael Taylor et Paul Barry ainsi que produite par Mark Taylor pour In the Zone et plus tard remixé par Junkie XL pour le premier album remix de Britney Spears, B in the Mix: The Remixes. Jive Records a dévoilé la chanson le 31 octobre 2005 en tant que single promotionnel de l'album. Le titre trance-pop parle d'un baiser et des différentes sensations qu’une femme peut ressentir, tremblements, pleurs et gémissements... And Then We Kiss a reçu des critiques mitigées de la part des critiques musicales, il est souligné le potentiel de la chanson à devenir un tube en radio ou en clubs mais la voix de Britney Spears est qualifiée de froide et mécanique. La chanson n'est pas apparue dans les classements de meilleures ventes. Cependant, elle a culminé à la quinzième place du Billboard Hot Dance Airplay.

## Réception
Jennifer Vineyard de MTV dit à propos de la chanson qu’elle « a le potentiel pour devenir un hit en radio ou en club. - Si Jive avait plus activement promu l'album » 
Barry Walters du magazine Rolling Stone déclare que la chanson « apporte un sympathique mélange entre cordes symphoniques et guitares dance-rock ». Tandis qu'une chronique de Yahoo! Shopping considère la chanson comme « rêveuse ».
Gregg Shapiro de Bay Area Reporter Gave nuance avec une critique négative relatant une « voix froide et mécanique », « mis en avant dans [la chanson] ».
And Then We Kiss n’est pas apparu dans les classements de meilleures ventes de single, car elle n'a pas été officiellement publiée comme telle. Cependant, le week-end de du 25 février 2006, la chanson a fait ses débuts à la vingt-cinquième place du Billboard Hot Dance Airplay. Plus tard, après avoir passé cinq semaines dans le classement, elle atteint la quinzième place le week-end du 25 mars 2006. And Then We Kiss a passé onze semaines dans le classement faisant sa dernière apparition le week-end du 6 mai 2006.